# Scutellaria hirta
Scutellaria hirta ist eine Pflanzenart aus der Gattung der Helmkräuter (Scutellaria).

## Merkmale
Scutellaria hirta ist ein ausdauernder Halbstrauch, der Wuchshöhen von 3 bis 10 (20) Zentimeter erreicht. Die Pflanze ist am Grund verholzt, aufsteigend und mit abstehenden Drüsenhaaren dicht flaumig behaart. Die Blätter sind 10 bis 20 Millimeter groß. Der Blütenstand ist 30 bis 50 Millimeter groß und dicht. Die Tragblätter sind 4 bis 5 Millimeter groß und überragen den Kelch nicht. Die Krone ist 9 bis 10 (12) Millimeter groß und cremefarben, seine Oberlippe ist rötlich.
Die Blütezeit reicht von April bis Juni.
Die Chromosomenzahl beträgt 2n = 34.

## Vorkommen
Scutellaria hirta ist auf Kreta endemisch. Die Art wächst in Felsspalten, Geröll und Phrygana auf Kalk in Höhenlagen von (800) 1400 bis 2400 Meter.